# HD 210220
HD 210220, eller HR 8442, är en dubbelstjärna i stjärnbilden Cepheus. Huvudkomponenten är en gul jätte.
Dubbelstjärnan har den kombinerade visuella magnituden +6,34 och är nätt och jämnt synlig för blotta ögat vid mycket god seeing.